# Gosford (Australie)
Pour les articles homonymes, voir Gosford.
Gosford est une ville australienne située dans la zone d'administration locale de la 
Côte centrale, dont elle est le chef-lieu, en Nouvelle-Galles du Sud.

## Géographie
Gosford est située à 75 km au nord de Sydney, au fond de la baie de Brisbane Water qui s'ouvre au sud sur l'estuaire de l'Hawkesbury dans la mer de Tasman.

### Climat
Gosford a un climat subtropical humide (Köppen: Cfa) avec des étés assez chaud, humides et des hivers doux.
Gosford, Australie
| Mois                                            | jan. | fév.  | mars  | avril | mai   | juin  | jui. | août | sep. | oct. | nov. | déc.  | année   |
| ----------------------------------------------- | ---- | ----- | ----- | ----- | ----- | ----- | ---- | ---- | ---- | ---- | ---- | ----- | ------- |
| Température minimale moyenne (°C)               | 17,3 | 17,2  | 15,5  | 12,1  | 8,6   | 6,7   | 5,5  | 5,6  | 8,3  | 10,8 | 13,8 | 15,7  | 11,4    |
| Température moyenne (°C)                        | 22,7 | 22,3  | 20,8  | 17,7  | 14,6  | 12,5  | 11,6 | 12,5 | 15,3 | 17,4 | 19,5 | 21,2  | 17,3    |
| Température maximale moyenne (°C)               | 28,1 | 27,4  | 26    | 23,3  | 20,5  | 18,3  | 17,6 | 19,4 | 22,2 | 23,9 | 25,1 | 26,6  | 23,2    |
| Record de froid (°C)                            | 7,5  | 9,7   | 5,8   | 1,5   | 0,1   | −1,5  | −4,2 | −1,1 | −0,6 | 1,1  | 3,9  | 6     | −4,2    |
| Record de chaleur (°C)                          | 44,8 | 43    | 40,1  | 32,9  | 28,8  | 25    | 25,5 | 29,9 | 36,1 | 38   | 41,8 | 43    | 44,8    |
| Précipitations (mm)                             | 107  | 189,9 | 146,6 | 135,8 | 121,5 | 133,5 | 77,7 | 60,4 | 63   | 73,8 | 85   | 120,1 | 1 314,3 |
| dont nombre de jours avec précipitations ≥ 1 mm | 9    | 8,9   | 8,8   | 8,4   | 8,1   | 8,1   | 7,2  | 5,7  | 5,8  | 7,1  | 9    | 8,6   | 94,7    |
| Humidité relative (%)                           | 59   | 63    | 62    | 61    | 61    | 62    | 55   | 48   | 51   | 54   | 59   | 59    | 58      |

## Histoire
Avant le début de la colonisation britannique, la région est habitée par le peuple aborigène des Kuringgai.
La région autour de la Brisbane Water est explorée par le gouverneur Arthur Phillip entre 1788 et 1789, mais elle se révèle difficile d'accès et la colonisation commence seulement vers 1823 avec une centaine de personnes, dont une moitié de condamnés déportés.
Gosford est nommé en 1839 en l'honneur d'Archibald Acheson, 2e comte de Gosford, un ami du gouverneur de la Nouvelle-Galles du Sud, George Gipps. Le titre d'Acheson tire son nom de Gosford, un townland de Markethill dans le comté d'Armagh en Irlande du Nord.
À la fin du XIXe siècle, l'agriculture de la région se diversifie, avec des jardins maraîchers et des vergers d'agrumes occupant les riches terre laissée après la récolte du bois.
Gosford devient une ville en 1885 puis le chef-lieu du borough du même nom l'année suivante. La ligne de chemin de fer la reliant à Sydney est mise en service en 1887.
Depuis 2016, Gosford fait partie de la zone d'administration locale de la Côte centrale, issue de la fusion de la ville de Gosford et du comté de Wyong.

## Démographie
| 2001  | 2006  | 2011  | 2016  | 2021  |
| ----- | ----- | ----- | ----- | ----- |
| 2 750 | 3 021 | 3 392 | 3 499 | 4 873 |

Gosford est le centre d'une agglomération qui regroupait 178 427 habitants en 2021.

## Sport
Le Central Coast Stadium d'une capacité de 20 119 places a été utilisé lors de la Coupe du monde de rugby à XV 2003.

## Personnalités
- Mark Edmondson (né en 1968), joueur de tennis
- Tim Kelaher (né en 1970), joueur de rugby à XV
- AJ Styles (né en 1977), catcheur américain professionnel